# NGC 2579
NGC 2579 is een open sterrenhoop in het sterrenbeeld Achtersteven. Het hemelobject werd op 1 februari 1835 ontdekt door de Britse astronoom John Herschel.
Een derde van een graad ten oosten van NGC 2579 bevindt zich de open sterrenhoop Collinder 185.

## Synoniemen
- OCL 724
- ESO 370-*N8